# Subsphaerolaimus major
Subsphaerolaimus major is een rondwormensoort uit de familie van de Sphaerolaimidae. De wetenschappelijke naam van de soort is voor het eerst geldig gepubliceerd in 2009 door Thanh & Gagarin.